# Il est difficile d'être un dieu
Il est difficile d'être un dieu (titre original : Трудно быть богом, Trudno byt' bogom) est un roman de science-fiction d'Arcadi et Boris Strougatski, sorti en 1964.

## Résumé
Le roman suit Anton, un agent secret sous couverture de la planète Terre du futur, dans sa mission sur une autre planète peuplée par des êtres humains dont la société n'a pas évolué au-delà du stade correspondant à notre Moyen Âge.

## Adaptations
- Un dieu rebelle, film de 1989 réalisé par Peter Fleischmann.
- Il est difficile d'être un dieu, film de 2013 réalisé par Alexeï Guerman.
- Sans armes (Без оружия, Bez oroujia), aussi connu sous le nom de Un homme venant d'une étoile lointaine (Человек с далёкой звезды, Tchelovek s daliokoï zvezdy), pièce créée par les frères Strougatski eux-mêmes en 1989.
- Hard to Be a God, jeu vidéo de rôle développé par Burut Entertainment et sorti en 2007.